# Johnmannia tasmanica
Johnmannia tasmanica är en tvåvingeart som först beskrevs av Paramonov 1950.  Johnmannia tasmanica ingår i släktet Johnmannia och familjen stilettflugor.
Artens utbredningsområde är Tasmanien. Inga underarter finns listade i Catalogue of Life.